# Henri de Babenberg
Pour les articles homonymes, voir Henri.
 (mars 2010).
Henri, mort le 28 août 886 au siège de Paris, était un noble franc issu de la famille des Popponides, une branche des Robertiens qui s'est installée en Francie orientale. Il occupait les fonctions de chef militaire (princeps militiae) au service de Louis le Jeune, puis fut marquis en Neustrie sous le règne de Charles III le Gros. Il mourut au combat contre les raids vikings en France.
Henri a longtemps été considéré comme un ancêtre de la maison de Babenberg ; néanmoins, une parenté directe ne peut pas être prouvée.

## Biographie
Henri, mentionné pour la première fois en 860, est le fils de Poppo (mort vers 839/841), comte dans le Saalgau en Austrasie (la future Franconie). Sa famille serait issue du Robertien Cancor, fils du comte Robert Ier de Hesbaye (mort vers 764).
Aussi bien que son père, il était un adversaire du roi Louis II de Germanie. En 866, dans le conflit qui oppose le roi à ses fils, il apparaît comme princeps militiae au service de Louis le Jeune. Il vivait dans l'entourage du roi Charles le Gros, seul souverain de la Francie orientale à partir de 882, et commandait ses troupes contre le duc Hugues d'Alsace, fils du roi Lothaire II de Lotharingie. Lorsque Charles reconstitua l'empire de Charlemagne sous son autorité en 885, de sorte qu'à la mort de Ragenold, marquis de Neustrie, ce fut à Henri que l'empereur confia en 886 la marche devenue vacante, à charge pour ce dernier de la défendre contre les incursions normandes. À l'époque, il y avait deux marches de Neustrie, l'une bordant la Normandie, l'autre la Bretagne. C'est la première que se vit confier le popponide Henri.
Après avoir, en 885, combattu et détruit les établissements normands en Frise, il se porta, en 886, au secours de Paris assiégée par les Normands, mais fut tué lors des combats. Charles le Gros se retira, laissant les Vikings piller la Bourgogne, et Paris ne fut sauvée que par la défense organisée par l'évêque Gauzlin, et où s'illustra le comte Eudes.

## Mariage et enfants
Son épouse fut probablement Ingeltrude, fille d'Eberhard, marquis de Frioul, et de Gisèle, fille de l'empereur Louis le Pieux. Il en eut :
- Hedwige (Haduich) née vers 850/855, mariée à Otton Ier, duc de Saxe[5] ;
- Adalbert, exécuté le 9 juin 906 ;
- Henri, mort vers 902 ou 903 ;
- Adélard, exécuté en 903.

Par sa fille Hedwige, Henri de Babenberg est le grand-père du roi Henri Ier de Germanie et c'est par la fille de ce dernier, épouse d'Hugues le Grand, que le prénom Henri passa chez les Capétiens après être passé chez les Ottoniens. Les trois fils d'Henri sont morts dans une querelle sanglante avec la dynastie des Conradiens en Franconie.
Par ailleurs, il est de manière quasi-certaine le père ou le beau-père de Bérenger, marquis de Neustrie et comte de Bayeux.